# هوخه‌بینتوم
هژبینتوم (به هلندی: Hogebeintum) یک منطقهٔ مسکونی در هلند است که در فروردرادیل واقع شده‌است. هژبینتوم ۹۰ نفر جمعیت دارد.